# Mimas pseudo-trimaculata
Mimas pseudo-trimaculata är en fjärilsart som beskrevs av Gillmer 1916. Mimas pseudo-trimaculata ingår i släktet Mimas och familjen svärmare. Inga underarter finns listade i Catalogue of Life.